# Sauveterre (Gers)
Sauveterre é uma comuna francesa na região administrativa de Occitânia, no departamento de Gers. Estende-se por uma área de 16,45 km². Em 2010 a comuna tinha 337 habitantes (densidade: 20,5 hab./km²).